# Trachymyrmex septentrionalis
Trachymyrmex septentrionalis is een mierensoort uit de onderfamilie van de Myrmicinae. De wetenschappelijke naam van de soort is voor het eerst geldig gepubliceerd in 1881 door McCook.